# Lex Iunia Norbana
La Lex Iunia Norbana, probabilmente del 19 d.C., attribuita a Tiberio, conferiva lo status di latini iuniani ai liberti manomessi in via informale e pertanto sanciva il principio di latinità fittizia. Tale categoria di latini aveva unicamente lo ius commerci (il diritto di essere parti in negozi giuridici riservati ai cittadini romani) e lo status di libero. Era però priva del diritto di votare e di contrarre matrimonio (in quanto i latini iuniani non acquisivano la cittadinanza) I latini iuniani si distinguevano dunque dai Latini Prisci (gli antichi abitanti del Lazio), che avevano sia ius connubi sia ius commercii. L'estensione della cittadinanza romana a tutti gli abitanti dell'Impero nel 212 da parte di Caracalla non riguardava gli Iuniani, come si capisce da un provvedimento di Giustiniano tre secoli più tardi.

## Il vocabolo Norbano
Il vocabolo Norbano spesso associato a questa legge è ritenuto erroneo perché questo implica che tale legge fosse già stata emessa da Tiberio mentre, per via dell'ordine temporale con cui erano state emanate le leggi Augustee, è più probabile che appartenga proprio ad Augusto.
A questa conclusione si giunge tenendo conto che:
1. Se la legge è norbana dai fasti consolari ricaviamo che nel periodo di emissione era in carica il console Balbo Norbano.
2. Il console Balbo Norbano fu in carica nel 19 d.C.
3. Nel 19 d.C. regnava Tiberio.
4. Tiberio ha regnato dopo Augusto.
5. Le leggi Elia Sentia e Fufia Caninia, appartenute sicuramente ad Augusto, fanno uso del concetto di latinità fittizia introdotto con la lex iunia.

Con gli ultimi due punti si è giunti ad una profonda incoerenza perché in tal caso, Augusto avrebbe fatto uso dei diritti introdotti con la lex iunia prima dell'esistenza di questa legge.
A supporto della tesi che la lex iunia appartenga ad Augusto (e che quindi non sia norbana) vi sono inoltre le seguenti osservazioni:
- Il termine Lex Iunia Norbana viene ritrovato solamente nella traduzione greca delle istituzioni di Teofilo. In tutte le altre testimonianze (dodici volte nelle istituzioni di Gaio, sei volte nei tituli ex corpore ulpiani ed una volta nel frammento pseudo dositeano), la legge viene sempre qualificata solo come lex iunia.
- Se la Lex Iunia appartenesse ad Augusto allora sia la legge che l'operato di Augusto avrebbero molta più coerenza.